# Tour Méditerranée
 (mars 2023).
Si vous disposez d'ouvrages ou d'articles de référence ou si vous connaissez des sites web de qualité traitant du thème abordé ici, merci de compléter l'article en donnant les références utiles à sa vérifiabilité et en les liant à la section « Notes et références ».
La tour Méditerranée est un immeuble de Marseille mesurant 96 mètres de haut et comprenant 24 étages. Elle fut réalisée en 1970 par les architectes d'Atelier 9 et était à cette date la plus haute tour de la ville[réf. souhaitée]. Aujourd'hui elle est appelée tour Allianz, après avoir un temps était baptisée tour AGF. En 2019, ce gratte-ciel est le 4e plus haut de la ville devancé par la tour CMA-CGM (147 m), La Marseillaise (135 m) et le Grand Pavois (102 m).

## Situation
La tour Méditerranée se situe dans le 6e arrondissement de la ville de Marseille, au 65 Avenue Jules-Cantini. Elle se trouve ainsi dans l'est de la ville à proximité du parc du 26e Centenaire.

## Contenu
La tour Méditerranée regroupe les bureaux du groupe d'assurance allemand, Ex-AGF. On y trouve aussi des commerces. Le bâtiment est constitué de 24 étages représentant 96 mètres de hauteur ce qui en fait en 2008 le 3e plus haut immeuble de la ville avant la construction des Quais d'Arenc.